# Ascq
Ascq ist ein Dorf in Nordfrankreich an der Grenze zu Belgien. Es liegt im Mélantois an der Marque wenige Kilometer östlich von Lille. Bis zur industriellen Revolution war Ascq ein durch Landwirtschaft geprägtes Dorf, heute ist es ein Stadtteil der Stadt Villeneuve-d’Ascq.
Tragische Bekanntheit erhielt der Ort durch ein Kriegsverbrechen im Zweiten Weltkrieg während der deutschen Besatzung, das Massaker von Ascq. Deutsche Soldaten der 12. SS-Panzer-Division „Hitlerjugend“ ermordeten in der Nacht vom 1. auf den 2. April 1944 86 Einwohner des Ortes.

## Name
Der Name des Ortes soll germanischen (flämischen) Ursprungs sein und „Esche“ (fläm. Ask) bedeuten. 1164, 1194 und 1264 kommt Ascq als Asch in Dokumenten vor. In einem Kopialbuch des Jahres 1200 wird der Ort als Aqua bezeichnet, 1460 erstmals in der heutigen Schreibweise.

## Geschichte
Im 5. Jahrhundert gehörte das Gebiet zum Territorium der Salfranken, später zur Krondomäne Asnapio. Karl der Große übergab jene seinem Sohn Ludwig, als Mitgift ging sie an dessen Tochter Gisela und damit an deren Gatten Eberhard von Friaul. Erstmals namentlich erwähnt wurde der Ort im Jahr 867 in Eberhards Testament. Durch Heirat gelangte Ascq im 12. Jahrhundert zur Grafschaft Flandern. 1213 ließ Philipp II. von Frankreich die Gegend um Lille verwüsten.
Nach dem französisch-flämischen Krieg kam 1305 Ascq mit der Burggrafschaft Lille für 64 Jahre zu Frankreich. Diese Zeit war von Einfällen französischer, flämischer und englischer Truppen geprägt, unter den auch Ascq schwer zu leiden hatte. Die Ernten wurden geplündert und das Dorf in Brand gesteckt. Für 1316 und weitere Jahre sind Hungersnöte überliefert. Im Hundertjährigen Krieg wurde Ascq 1340 militärisch besetzt, neun Jahre später wütete dort erstmals die Pest.
Angesichts der permanenten Anwesenheit von Truppen gaben die Bauern im 15. Jahrhundert den Weizenanbau auf und kultivierten stattdessen Färberwaid, Flachs und Hanf. 1449 hatte der Ort 99 Einwohner, 1505 wurden bereits 650 Personen gezählt. 1534 und dreimal im 17. Jahrhundert kam es zu erneuten Ausbrüchen der Pest. 1609 kam der Ort zur Grafschaft Annappes, 1640 wurde Forest-sur-Marque aus dem Gebiet von Ascq herausgelöst. Im Laufe des 17. Jahrhunderts wechselten mehrmals die Herrscher: Nacheinander gehörte Ascq zum Herzogtum Burgund, zu den Spanischen Niederlanden und nach dem Frieden von Aachen schließlich zu Frankreich. 1678 gab es im Ort 95 Haushalte.
Im Zuge des Spanischen Erbfolgekriegs hielt von 1708 bis 1713 der englische Feldherr John Churchill mit seinen Soldaten das Dorf besetzt. Während des strengen Winters des Jahres 1709 starben zahlreiche Einwohner an Hunger und Kälte. 1781 wurde das Moor trockengelegt.
Auf eine Missernte im Jahr 1788 folgte ein langer und entbehrungsreicher Winter. Bis zum Sommer 1789 stieg der Brotpreis auf das Doppelte an. Wie in Lille gab es 1789 in Ascq keinen Volksaufstand, dafür Angst vor räuberischen Banden. Die Nachricht vom Sturm auf die Bastille erreichte den Ort erst mit dreitägiger Verspätung. Im Ersten Koalitionskrieg wurde Ascq 1794 vorübergehend von den gegnerischen Truppen eingenommen.
Die Gemeinde entstand 1793 im Zuge der Französischen Revolution, im Jahr darauf wurde ein provisorisches Rathaus eingerichtet. In der Zeit der Terrorherrschaft wurde das Hab und Gut der ins Ausland Geflohenen wie auch das Kircheninventar beschlagnahmt. Der harte Winter 1794/95 führte zu Plünderungen und Epidemien. Erst 1802 kehrte im Dorf wieder Ruhe ein. Als Folge der Kontinentalsperre begann 1809 der Anbau von Zuckerrüben. Nach Napoleons Herrschaft der Hundert Tage mit der verlorenen Schlacht bei Waterloo bezogen von 1815 bis 1818 niederländische, englische und preußische Soldaten in Ascq Quartier.

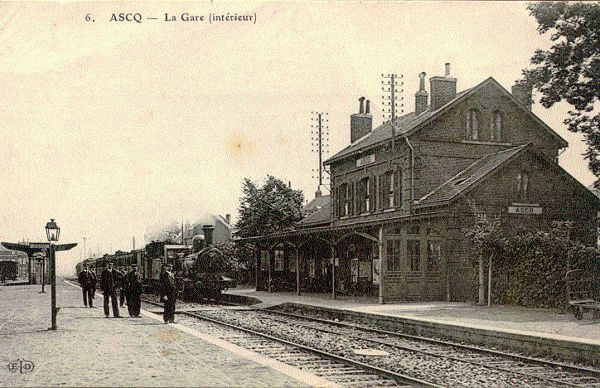
Bahnhof Ascq um 1900

1825 wurden 156 Landwirte, 1833 250 Häuser im Ort gezählt. In den 1840er Jahren wurde Ascq Stützpunkt der Nationalgarde. Die Tonvorkommen führten zur Verbreitung der Ziegelbauweise, das Baumaterial wurde in örtlichen Ziegeleien gefertigt. Im Zuge der Industrialisierung und der Erschließung durch die Eisenbahn siedelten sich in Ascq im 19. Jahrhundert weitere Betriebe, vor allem der der Lebensmittel-, der Textil- und der Metallbranche, an. 1865 erhielt der Ort seinen Bahnhof.
Der schwere Winter 1870/71 forderte – zusätzlich zu den Gefallenen des Deutsch-Französischen Kriegs – zahlreiche weitere Menschenleben. Erneut viele Opfer brachte der Erste Weltkrieg. Von Oktober 1914 bis zur Befreiung durch die Briten im Oktober 1918 war Ascq von den Deutschen besetzt. 1917 raubten deutsche Soldaten die Glocken der Kirche Saint-Pierre-en-Antioche und brachten sie ins Deutsche Reich. Von August bis Oktober jenes Jahres wurde der Ort mehrfach von alliierten Flugzeugen bombardiert. Am 22. Oktober 1918 wurde Ascq von britischen und portugiesischen Soldaten befreit.
Die Zeit zwischen den beiden Weltkriegen verzeichnete einen starken Bevölkerungszuwachs. 1939 wurden annähernd 4000 Einwohner gezählt. Überwiegend handelte es sich um die Familien von Arbeitern, die bei der Eisenbahn und in der Textilindustrie beschäftigt waren.

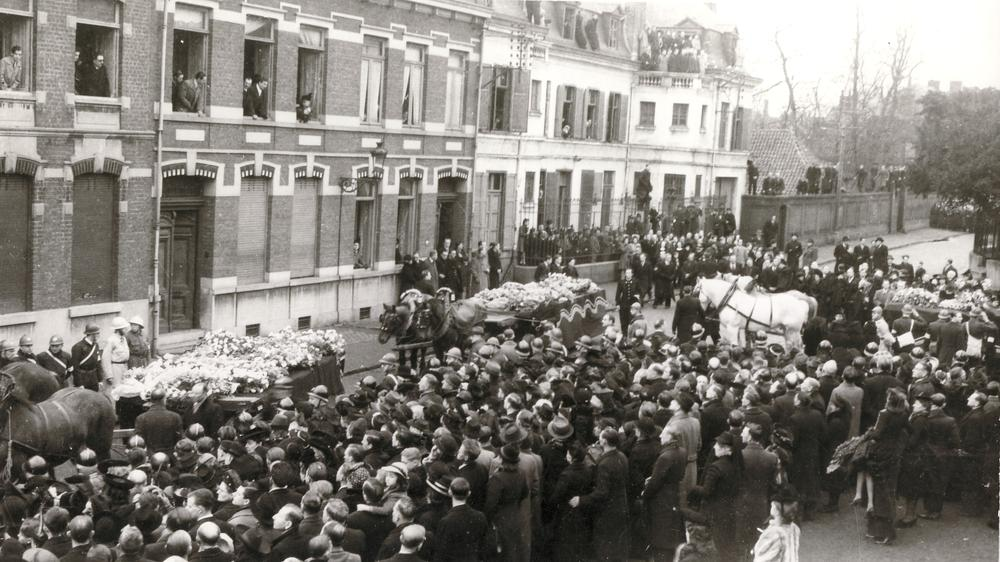
Trauerzug für die Opfer des Massakers (5. April 1944)

Der Beginn des Zweiten Weltkriegs brachte von Oktober 1939 bis Mai 1940 die Anwesenheit britischer Truppen. Am 1. Juni 1940 wurde Ascq von der deutschen Wehrmacht besetzt. Am späten Abend des 1. April 1944 verübten Partisanen der Résistance einen Anschlag auf einen vermeintlichen Güterzug, bei dem drei Wagen entgleisten und die Lokomotive leicht beschädigt wurde, aber keine Opfer zu verzeichnen waren. Es handelte sich indes um einen Truppentransport der 12. SS-Panzer-Division „Hitlerjugend“, dessen Kommandeur Walter Hauck als Repressalie 86 männliche Einwohner des Ortes zwischen 15 und 75 Jahren erschießen ließ. Sieben Mitglieder der Résistance (alle aus Ascq), die den Anschlag auf den Zug durchgeführt hatten, wurden zum Tode verurteilt und am 7. Juni 1944 im Fort de Seclin hingerichtet. Am 3. September 1944 wurde der Ort von britischen Soldaten befreit.
Am 13. Juli 1947 legte Staatspräsident Vincent Auriol den Grundstein zum Mahnmal für die Ermordeten.
1970 wurden die Gemeinden Ascq, Annappes und Flers-lez-Lille zur neuen Stadt Villeneuve-d’Ascq vereinigt.

## Bevölkerungsentwicklung
| Jahr      | 1926 | 1931 | 1936 | 1946 | 1954 | 1962 | 1968 |
| Einwohner | 2981 | 3215 | 3282 | 3485 | 3605 | 3986 | 3999 |

## Verkehr

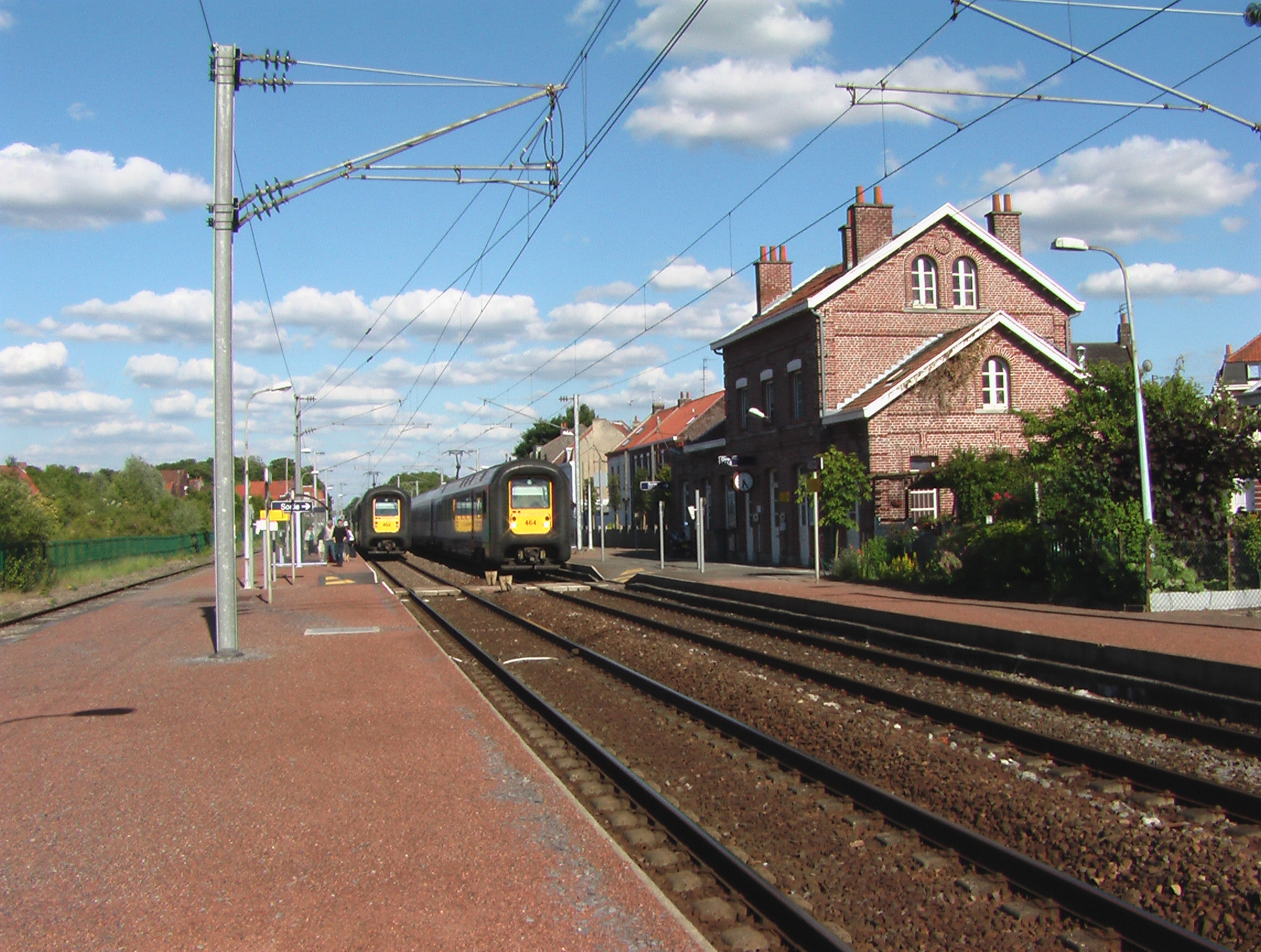
Belgische Nahverkehrszüge im Bahnhof Ascq

An der Bahnstrecke von Lille nach Tournai hat Ascq seit 1865 einen Bahnhof, in dem eine Strecke nach Orchies abzweigt. Er wird von Personenzügen der französischen Staatsbahn SNCF und deren belgischen Pendants NMBS/SNCB bedient.
Südlich des Ortes verlaufen die Autobahnen A 23 und A 27.

## Wirtschaft
- Brauerei Moulins d’Ascq
- Schokoladenfabrik Bouquet d’Or

## Sehenswürdigkeiten
- 2005 eingeweihte Gedenkstätte für die Opfer des Massakers von Ascq
- Kirche Saint-Pierre-en-Antioche aus dem späten 15. Jahrhundert, 1932 sowie zwischen 1948 und 1951 restauriert
- „Halle aux trains“ im ehemaligen Güterschuppen des Bahnhofs, beherbergt ein kleines Eisenbahnmuseum

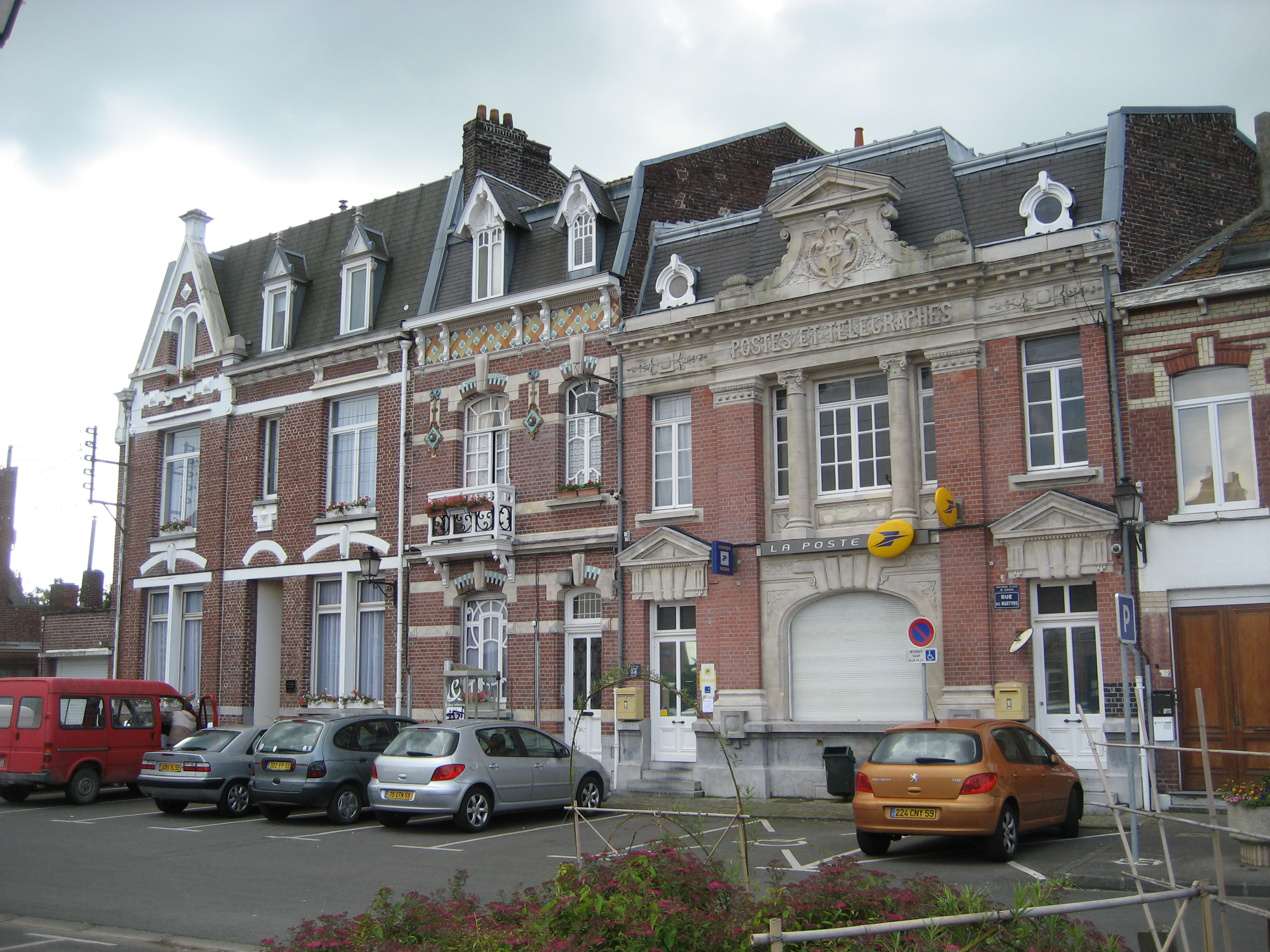
Postamt an der Place de la Gare
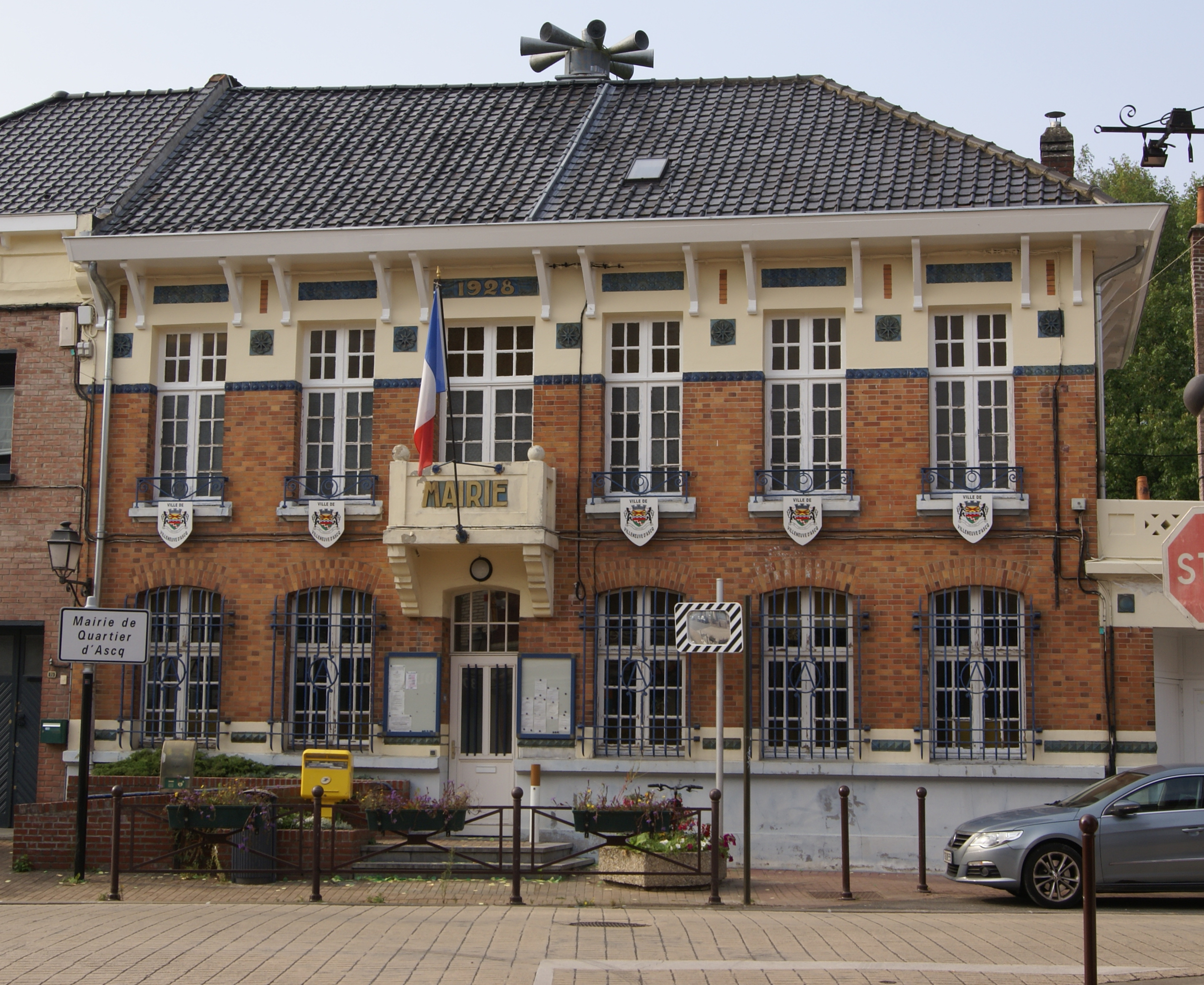
Ehemaliges Rathaus
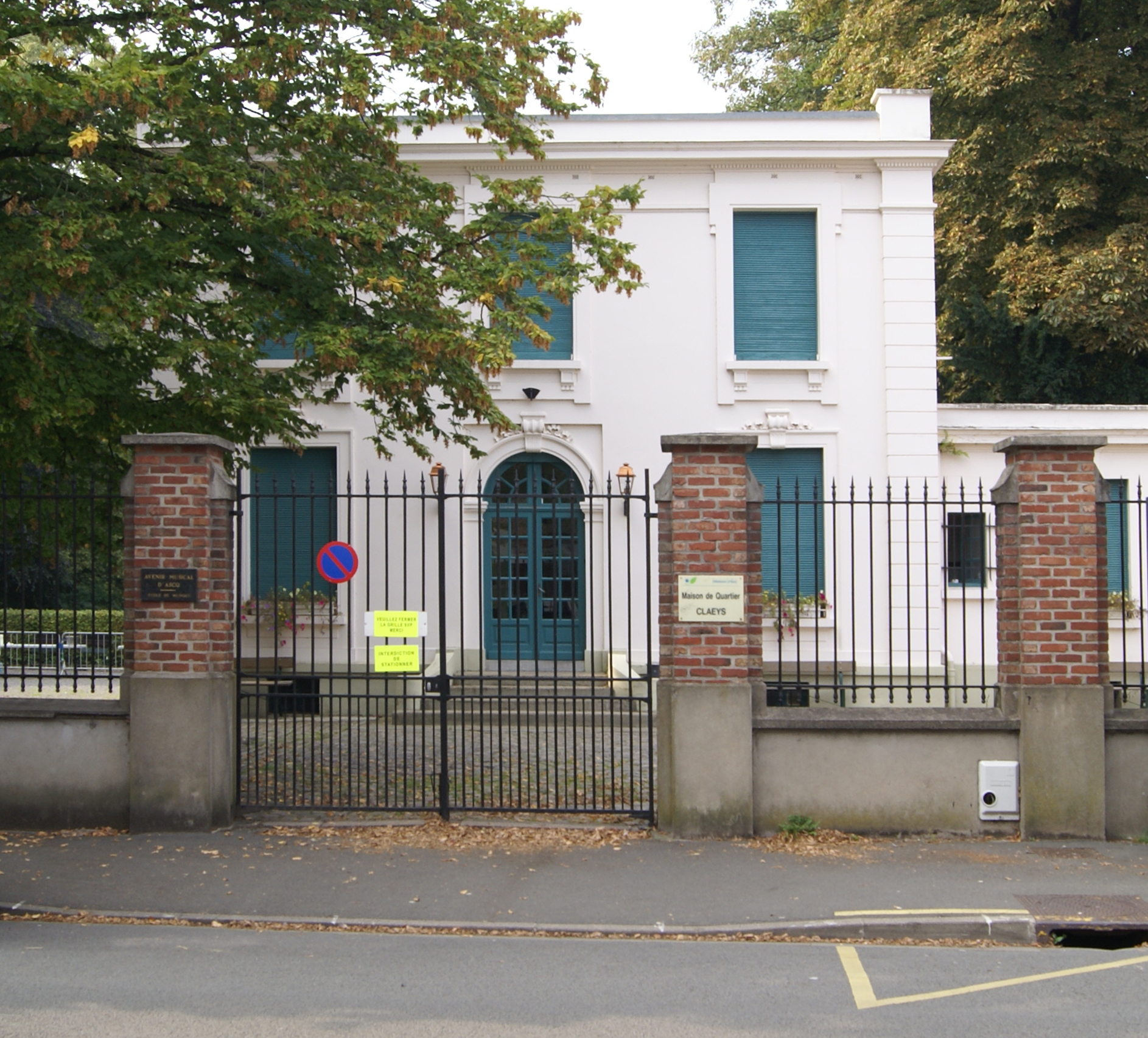
Mehrzweckgebäude Château Claeys
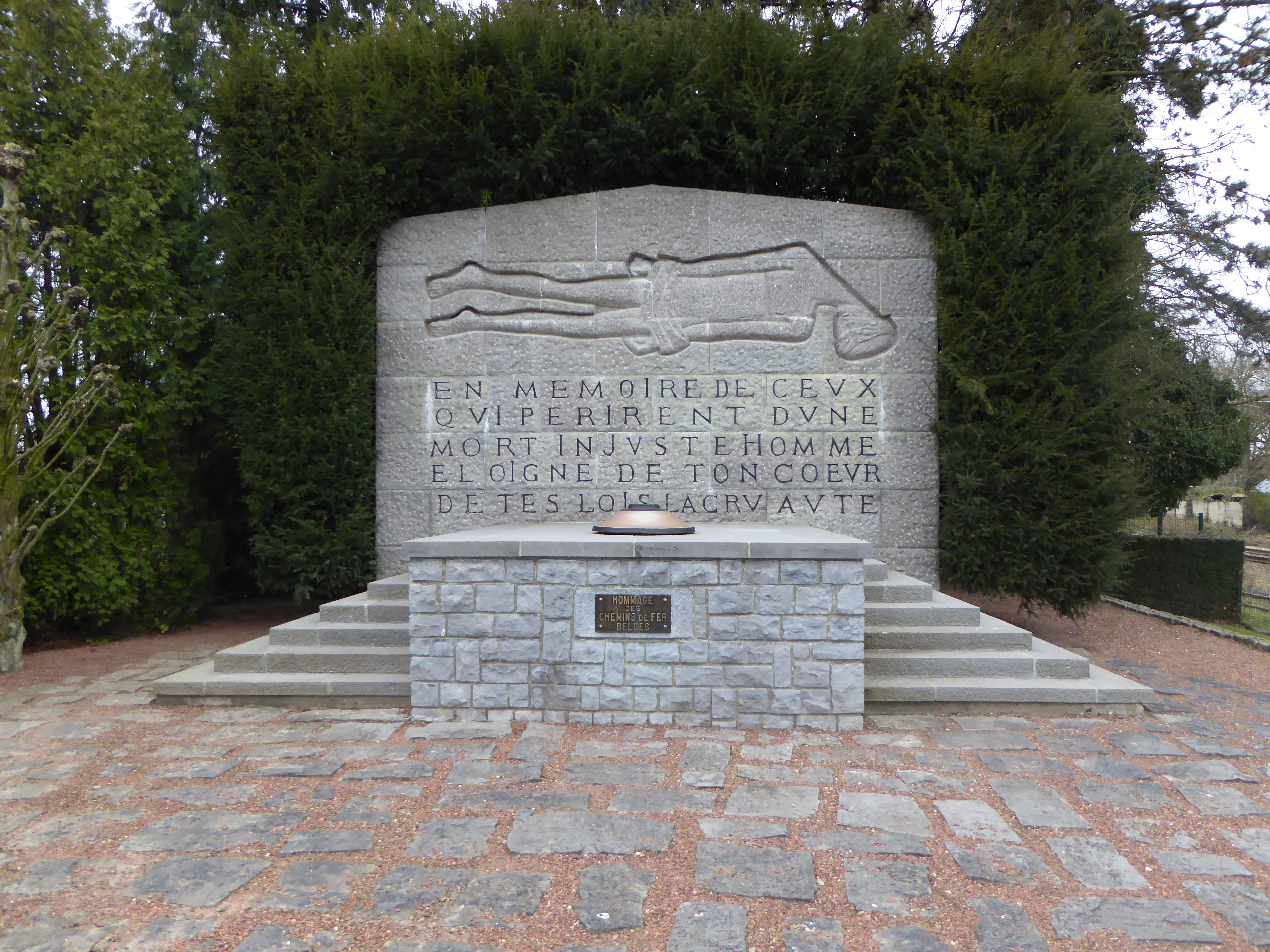
Mahnmal für die Opfer des Massakers
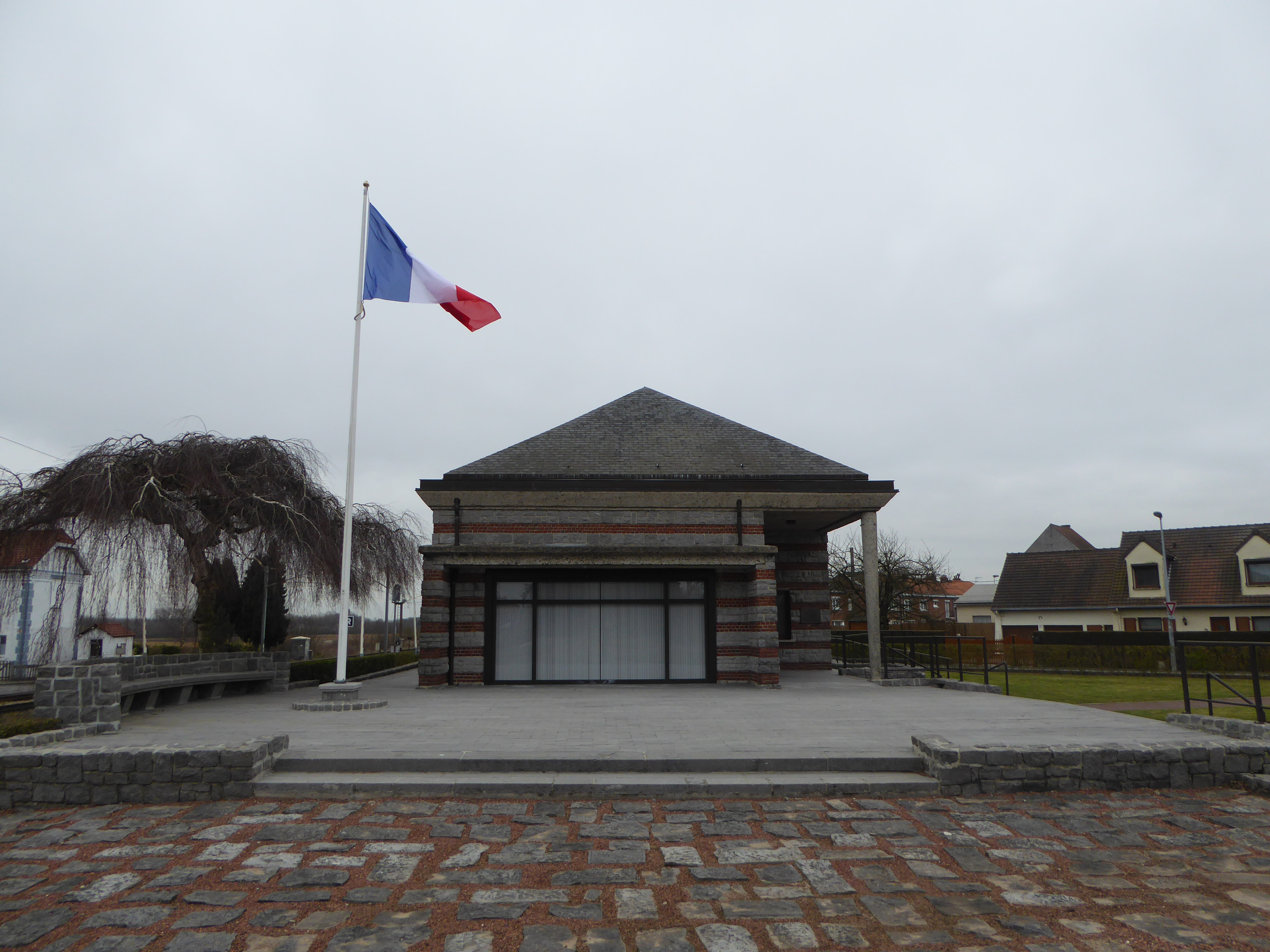
Gedenkstätte für die Opfer des Massakers

## Sport
Die Fußballmannschaft Union sportive ascquoise (US Ascq) wurde 1929 gegründet.

## Persönlichkeiten

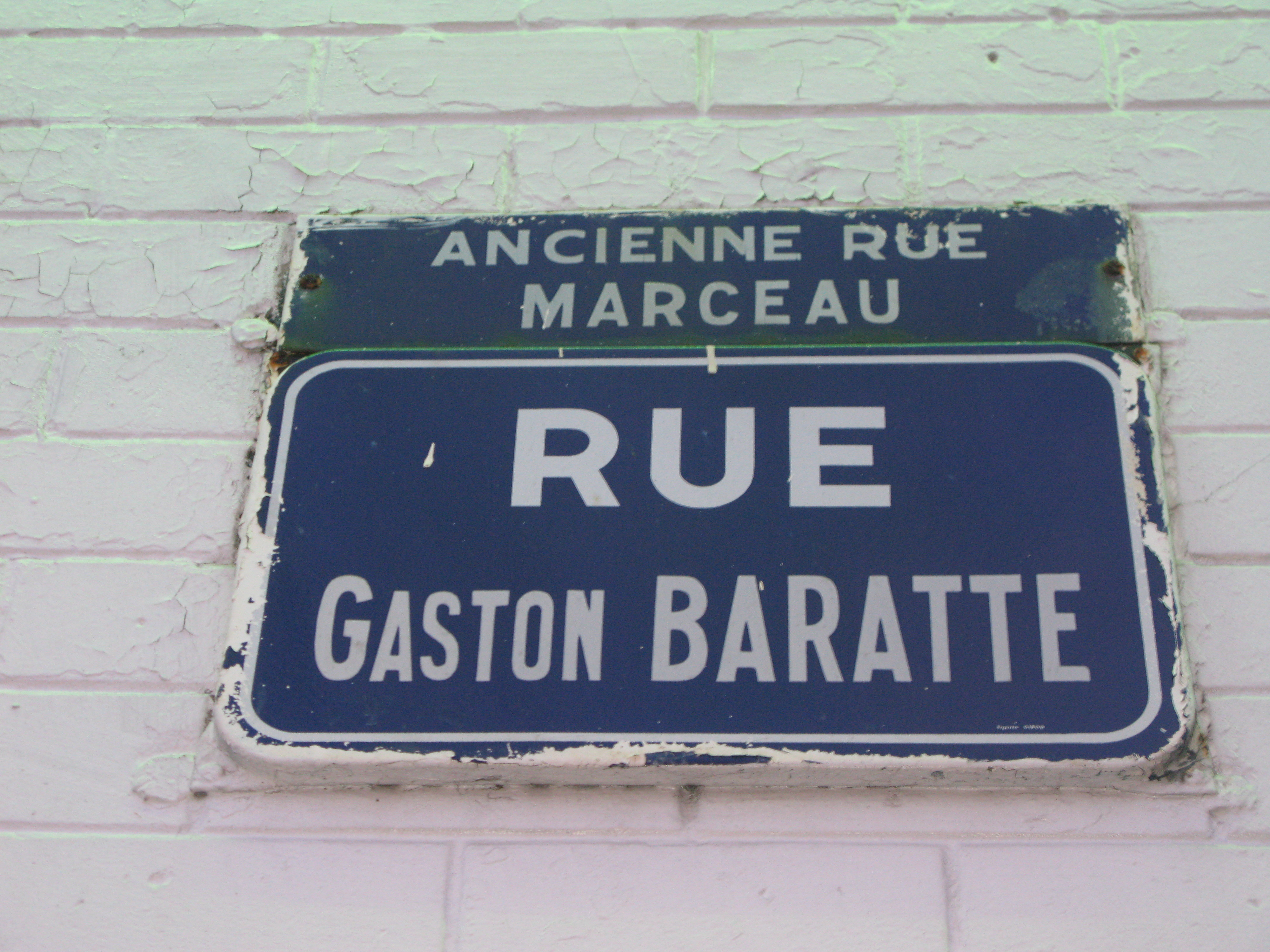
Straßenschild an der Rue Gaston Baratte

- Gaston Baratte (1898–1944), Textilunternehmer und Opfer des Massakers – nach ihm wurde die Hauptstraße des Ortes (vormals Rue Marceau) benannt